# پول (فیلم ۱۹۲۸)
«پول» (انگلیسی: L'Argent (1928 film)) فیلمی در ژانر درام به کارگردانی مارسل لربیه است که در سال ۱۹۲۹ منتشر شد. از بازیگران آن می‌توان به ایوت گیلبر، هنری ویکتور، آلفرد ابل، و آنتونن آرتو اشاره کرد.